# Phrynichos le Tragique
Pour les articles homonymes, voir Phrynichos.
Phrynichos le Tragique (vers -540 – vers -470) est un auteur tragique grec, parfois considéré comme le réel fondateur de la tragédie. (Il est nommé ainsi pour le différencier de son contemporain Phrynichos le Comique.)

## Notice biographique
Phrynichos, fils de Polyphrasmon et élève de Thespis, est l’un des plus anciens tragédiens grecs. Il remporta son premier concours dramatique dans la 67e olympiade, vers -510. Il serait mort en Sicile.
La plupart de ses œuvres montrent qu’il s’inspirait aussi bien de la mythologie que des sujets contemporains ; Plutarque écrit que quand Phrynichos et Eschyle développèrent la tragédie pour y inclure des intrigues mythologiques et des désastres, Pratinas réagit en demandant « Quel rapport avec Dionysos ? ». 
Il introduisit un acteur à part, distinct du coryphée, allégeant ainsi la formation du dialogue théâtral. Selon la Souda, Phrynichos fut le premier à introduire des personnages féminins sur scène (joués par des hommes avec des masques). Mais, dans ses pièces comme dans les premières tragédies en général, l’élément dramatique était subordonné aux éléments lyriques qu’étaient le chœur et les danses. Toujours selon la Souda, Phrynichos fut également le premier à utiliser de façon spécifique le tétramètre trochaïque.

## Œuvres
Sa plus célèbre pièce, La Prise de Milet, composée peu après la prise de Milet par les Perses, eut lieu en -494 ; elle émut le public aux larmes. Mais Milet était une colonie athénienne et sous influence de sa cité-mère. Phrynichos fut condamné à payer une amende de 1 000 drachmes ὡς ὑπομνήσας οἰκεῖα κακά (« pour avoir rappelé les malheurs du peuple »), après quoi il fut même décrété que plus aucune pièce sur le sujet ne devait être produite. Outre La Prise de Milet et Les Phéniciennes, Phrynichos écrivit les tragédies suivantes dont les titres sont restés : Alceste, Antée, Les Danaïdes, Les Égyptiens, Les Femmes de Pleuron, Tantale, Troïlos.
En -476, il connut une nouvelle fois le succès avec Les Phéniciennes, tragédie nommée d’après les femmes de Sidon qui formaient le chœur et déploraient la mort des soldats perses à Salamine. Cette pièce célébrait en effet la défaite de Xerxès Ier lors de la bataille de Salamine, quatre ans plus tôt. Thémistocle finança la pièce en tant que chorège ; l’un de ses objectifs était de rappeler aux Athéniens son rôle important durant la bataille. Le début des Perses d'Eschyle est une imitation des Phéniciennes de Phrynichos.

## Sources
- Aristophane :
  - Les Grenouilles [détail des éditions] [lire en ligne], vers 910 et 1299 et scholies.
  - Guêpes, vers 220, 269 et scholies.
  - Les Oiseaux [détail des éditions] [lire en ligne], vers 749 et scholie.
  - Thesmophories, vers 164 et scholie.
- Hérodote, Histoires [détail des éditions] [lire en ligne], livre VI, 21.
- Plutarque, Préceptes politiques, 814b
- Plutarque, Vies parallèles [détail des éditions] [lire en ligne], Thémistocle, V, 5.
- Strabon, Géographie [détail des éditions] [lire en ligne], XIV, 1, 7